# 徳川篤守
徳川 篤守（とくがわ あつもり、1856年11月11日（安政3年10月14日） - 1924年（大正13年）10月19日）は、日本の外交官。伯爵。清水徳川家7代当主。
初名は松平常三郎。後に廣光と改名。妻は小笠原忠幹の娘・登代子。破産騒動により爵位を返上した。

## 生涯

### 幼少から大学まで
水戸藩主・徳川慶篤の次男として水戸藩上屋敷（小石川）に誕生する。兄に水戸徳川家を継いだ篤敬がいる。生後に水戸へ遷され、藩校弘道館で教育を受ける。
1870年（明治3年）2月24日、叔父の昭武が水戸家を継いで以来当主不在であった清水徳川家を相続し、従五位に叙任して家禄2500石を賜る。
なお「海舟日記」によれば、同年1月頃の勝海舟らによる清水家の相続に関する話し合いでは、篤守の他に津山松平家の松平斉民・康民親子が候補者として挙がっていた。
1870年（明治3年）11月10日、次侍従に就任して明治天皇に近侍する。1871年（明治4年）1月19日、姓を清水に改める。同年2月25日、次侍従を辞職してイギリス留学を認められるが、同年5月にアメリカへ留学し、コロンビア大学法科にて法律の専門課程を学ぶ。なお、同期に鳩山和夫や江木高遠、神鞭知常、相馬永胤、目賀田種太郎らがいる。

### 外交官時代
1877年（明治10年）7月12日、帰国する。同年、再び徳川姓に復する。屋敷を元下屋敷であった東京西早稲田（現在の甘泉園）に構える。1879年（明治12年）2月、外務省御用掛となって北京公使館に勤める。1880年7月、帰国する。同年12月、御用掛を辞職する。1884年（明治17年）7月7日、華族令により伯爵を授けられる。1889年（明治22年）7月、貴族院設置を視野に入れて結成された伯爵会において、松浦詮らとともに幹事に就任する。

### 訴訟事件から晩年
1892年（明治25年）8月、家政の経済的な行き詰まりのために融資を受けることになるものの、訴訟事件に発展する。翌年に敗訴し、数万円にも及ぶ負債を抱え込むものの、徳川一族の支援で負債を整理した。しかし1898年（明治31年）、再び経済的に行き詰まり、債権者に訴えられる。もはや徳川一族も経済的な支援をすることはなかったという。一連の出来事は新聞でも報じられたため、1899年（明治32年）1月26日、華族としての礼遇を停止される。
同年4月20日、華族の体面を維持できないとして、爵位を返上する。その後、1902年まで控訴をするなどして争うものの、最終的に禁固刑となる。
1924年（大正13年）10月19日、死去。享年69。

## 栄典
- 1870年（明治03年）2月 - 従五位[2]
- 1884年（明治17年）7月7日 - 伯爵[3]

## 系譜
- 父親：徳川慶篤
- 母親：水谷清子
- 夫人：徳川登代子 - 小笠原忠幹の娘。
  - 長女：芳子（1882年 - 1962年） - 子爵朽木綱貞の妻。
  - 長男：好敏（1884年 - 1963年） - 家督を継ぐ。1928年、陸軍航空兵分野確立の功労により、新たに男爵を授けられる。
  - 次女：貞子（1885年 - 1952年） - 侯爵・蜂須賀茂韶の養女[4]。吉井子爵家（旧鷹司松平家）分家・吉井信照の妻。
  - 三女：保子（1888年 - 1959年） - 牧師森明（森有礼三男）の妻。哲学者の森有正は明と保子の子である。
  - 次男：守（1890年 - 1961年）
  - 三男：川上明（1891年 - 1949年）
  - 四女：鈴子（1891年 - 1976年） - 牧師小原十三司の妻。
  - 四男：光（1892年 - 1960年）
  - 五女：重子（1893年 - ?）
  - 五男：山田雄（1895年 - 1949年）